# Amphiura kinbergi
Amphiura kinbergi är en ormstjärneart som beskrevs av Ljungman 1872. Amphiura kinbergi ingår i släktet Amphiura och familjen trådormstjärnor. Inga underarter finns listade i Catalogue of Life.